# Liste der Monuments historiques in Pléven
Die Liste der Monuments historiques in Pléven führt die Monuments historiques in der ehemaligen französischen Gemeinde Pléven auf.

## Liste der Bauwerke
| Bezeichnung         | Beschreibung                          | Standort | Kennzeichnung | Schutzstatus | Datum | Bild           |
| ------------------- | ------------------------------------- | -------- | ------------- | ------------ | ----- | -------------- |
| Motte               | Hochmittelalter                       | (Lage)   | PA00089446    | Classé       | 1961  | weitere Bilder |
| Manoir de Vaumadeuc | Herrenhaus, erbaut im 16. Jahrhundert | (Lage)   | PA00089445    | Inscrit      | 1926  | weitere Bilder |

## Liste der Objekte
- Monuments historiques (Objekte) in Pléven in der Base Palissy des französischen Kultusministeriums